# 伊奈村
伊奈村（いなむら）は、愛知県宝飯郡にあった村。現在の豊川市伊奈町の区域に相当する。

## 沿革
- 江戸期 - 伊奈村が成立。
- 1889年4月1日 - 町村制施行に伴い伊奈村が一村で継続。
- 1906年9月12日 - 豊秋村と合併して小坂井村となり消滅。
- 1951年1月1日 - 旧村域、小坂井町大字伊奈のうち字汐田・字鶴田・字松間の各一部が宝飯郡前芝村へ編入される[1]。